# Vlak velikih brzina
Vlak velikih brzina je podskup željezničkih vozila, koji se kreću po tračnicama izrađen specifično za prijevoz putnika velikim brzinama.

## Brzine
Vlak velikih brzina obično vozi preko najmanje 200 km/h (na osuvremenjenim prugama), pa čak i 350 km/h (na posebno građenoj pruzi prilagođenoj velikim brzinama) u redovitom linijskom prometu. Često je to vrlo sofisticiran i računalno nadziran motorni vlak. Zbog brzine koju postižu vlakovi velikih brzina nisu pogodni za kratke relacije, nego na dugima znatno smanjuju vrijeme putovanja i izravna su konkurencija zrakoplovnom. U novije vrijeme, redovite radne brzine na novosagrađenim željezničkim pravcima velikih brzina u svijetu često iznose iznad 300 km/h. Svjetski rekord postigao je japanski JR–Maglev MLX01 magnetno levitacijski vlak brzinom od 581 km/h (161.4 m/s) 2003. godine.

## Pogon
Vlakove velikih brzina obično pokreće električnom pogon, rijetko kada voze na dizelski pogon. Vlakovi, koji imaju električni pogon, mogu imati mogućnost napajanj iz različitih sustava napanja (višesustavni vlakovi) i mogu imati mogućnost uporabe više sustava signala za male i za velike brzine, ako putuju kroz više zemalja.

## Visoki sigurnosni standardi
Moraju poštovati vrlo stroge sigurnosne standarde. Pruge kojima prometuju većim su dijelom opremljene sa signalima koji obično direktno javljaju strojovođi stanje u kabinu. Neki imaju čak toliko razvijen sustav upravljanja, da zapravo računalo upravlja i samo automatski određuje brzinu, a strojovođa samo nadzire ispravan rad sustava. Ovi vlakovi mogu prometovati i klasičnim prugama, ali onda moraju poštovati ograničenja brzine i klasičnu signalizaciju.
Posebne željezničke pruge velikih brzina grade se po standardima križanja, koje nije na jednoj razini, tj. ne postoje željezničko-cestovni prijelazi, samo podvožnjaci i nadvožnjaci.
Također, u nekim zemljama se grade ograde oko pruge, ali se na pravilnim razmacima grade i posebni prijelazi za divlje životinje. Na osjetljiva mjesta stavljaju se osjetila (senzori) i sigurnosne kamere, tamo gdje je to potrebno. Zbog uporabe velikih brzina, svaki, pa i najmanji dodir sa stranim objektom može završiti s fatalnim posljedicama.

## Vlakovi velikih brzina u Hrvatskoj
Hrvatska trenutno nema niti jednu prugu koja može podnijeti brzinu od 200 km/h u redovitom prometu. Planirana je izgradnja brze ravničarske pruge Zagreb-Rijeka, koja će djelomično ili u potpunosti u budućnosti zadovoljavati ovaj kriterij. Planirana je moguća maksimalna brzina od 250 km/h u budućnosti. Ovo bi vjerojatno uključivalo i osuvremenjivanje postojeće trase. Međutim, prva faza predviđa maksimalnu brzinu od samo 160 km/h, pa se to ne može smatrati prugom velike brzine.
Pruga od Zagreba kroz Vinkovce do Tovarnika (Hrvatska granica sa Srbijom) mogući je budući kandidat, jer je ona prvotno bila građena za 160 km/h (dvokolosiječno u skoro cijeloj duljini), i vrlo je lako malo je nadograditi za veće brzine. Budući da je ona dio vrlo važnog paneuropskog koridora X, ovo ulaganje bilo bi isplativo i za Hrvatsku i za Europu (tranzitni promet). Ovoj pruzi nedostaje i drugi paralelni kolosijek na dijelu dionice, koji se planira izgraditi, kada se poveća kapacitet prometa.

## Najveća brzina u Hrvatskoj
Najveća brzina u Hrvatskoj (brzinski rekord Jugoslavije) postignuta u povijesti je brzina od malo preko 180 km/h na dionici Novska-Nova Gradiška, tijekom pokusne vožnje prototipa električne lokomotive (1 142 001). Iz sigurnosnih razloga, trenutačno je najveća moguća brzina u RH ograničena na 160 km/h.

## Vlakovi velikih brzina u svijetu
U svijetu postoji nekoliko sustava vlakova velikih brzina. Zemlje predvodnice, koje imaju ove sustave:
- Francuska (sustav TGV)
- Japan (sustav Shinkansen)
- Njemačka (ekspresni vlakovi ICE)
- Španjolska (sustav AVE)
- Italija (Pendolino)
- Velika Britanija (HST i Eurostar)
- Južna Koreja (KTX)
- SAD (Acela)

## Vlak ispod kanala
Eurostar je izvedba TGV vlaka, koja putuje ispod Engleskog kanala i spaja Francusku i Veliku Britaniju, služeći se Eurotunelom. Njegova posebnost je bila što ima dva sustava napajanja (zračni vod i treća tračnica), zbog različitih sustava električnog napajanja u te dvije zemlje. Nakon što je izgrađena nova linija velike brzine Higspeed 1 u Velikoj britaniji, papučica za treću tračnicu je skinuta.
Također, građen je simetrično. U slučaju požara ili druge nužde, moguće ga je rastaviti u dvije potpuno jednake polovice od kojih je svaka sposobna samostalno voziti.

## Ostale izvedenice
Thalys - TGV kroz nekoliko zemalja

## Zemlje koje planiraju veću izgradnju mreže željeznice velikih brzina ili proširenje
- Japan
- Kina
- ostale azijske zemlje s potencijalno velikim relacijama i velikim brojem putnika

## Unificirani signalni sustav
U početku su sve zemlje, koje su originalno izučavale efekte velikih brzina na željeznici (Japan, Francuska i Njemačka (Poslije im se pridružila Španjolska, Velika Britanija i Italija)) stvorile svoje nacionalne signalne sustave. Ovi sustavi su nekompatibilni. Stoga je odlučeno, kako će se s vremenom uvoditi unificirani Europski sustav signalizacije. Nakon niza pregovora, stvoren je standard ETCS (European Train Control System). Kako bi se poboljšala sigurnost na željeznici dogovoren je i standard  Global System for Mobile Communications - Railway(GSM-R), koji je utemeljen na sustavu GSM.